# Промах
Промахи (рос. промах, англ. miss, gross (crude) error, нім. Fehler m) — результати, що різко відрізняються від інших результатів вимірювань і є наслідком порушення умов досліду, зокрема вимірювання (неправильні дії спостерігача-експериментатора, несправність вимірювальної апаратури, різка зміна зовнішніх умов тощо).
Статистичні оцінки випадкової величини (середнє арифметичне х′ і стандартне відхилення Sх) розраховуються з припущення, що вибірка хі не містить результатів з надмірною похибкою (промахів). Для виключення промахів з великої вибірки можна користуватися правилом 2σ або 3σ. Для промаху х* розраховується абсолютне значення різниці |х* — х′|. При довірчій імовірності Р = 0,95 х* відкидається, якщо |х* — х′|> 2σ, а при Р = 0,997, якщо |х* — х′| > 3σ.
Для невеликих вибірок, коли Sx суттєво відрізняється від середнього квадратичного відхилення σ, користуються критерієм Ст'юдента, при цьому порівнюють:
t = |х* — х′| / Sх
з табличним значенням tp. Якщо t > tр, то з довірчою імовірністю Р можна вважати, що результат вимірювання х* є промахом, але й при t ≤ tр не можна говорити про відсутність промаху, а можна тільки говорити про недостатні підстави для виключення даного вимірювання. Після виключення промаху х′ і Sх необхідно знов перерахувати та розглянути питання про промахи у вибірці, що залишилась.
Стандартне відхилення або середнє квадратичне відхилення — у теорії ймовірностей і статистиці — один із найпоширеніших показників розсіювання (розкиду) значень випадкової величини відносно її математичного сподівання, тобто центру розподілу. Має ту ж розмірність, що і випадкова величина. В літературі для позначення стандартного відхилення використовується літера грецької абетки сигма σ.
За визначенням середнє квадратичне відхилення є додатнім квадратним коренем із дисперсії. Тобто:
{\displaystyle {\begin{aligned}\sigma &=+{\sqrt {D}}={\sqrt {\operatorname {E} [(X-\mu )^{2}]}}\end{aligned}}},
де {\displaystyle D} — дисперсія випадкової величини {\displaystyle X};
{\displaystyle X} — випадкова величина з математичним сподіванням μ:
{\displaystyle \operatorname {E} [X]=\mu },
де {\displaystyle \operatorname {E} } — оператор математичного сподівання.

Таким чином, стандартне відхилення {\displaystyle \sigma } — це додатній квадратний корінь із дисперсії, тобто додатній квадратний корінь із математичного сподівання квадрату відхилення випадкової величини від її математичного сподівання.